# Bydlin (hrad)
Hrad Bydlin je jedním z hradů v oblasti Krakovsko-čenstochovské vysočiny na stezce Orlích hnízd. Tyto hrady vznikaly ve 14. století v době vlády Kazimíra III. Velikého, posledního polského krále z rodu Piastovců a měly chránit zemi před expanzi západních sousedů. Od 18. století byl hrad zcela opuštěn. Zřícenina hradu byla po rekonstrukčních pracích zpřístupněna v roce 2012.

## Historie
Vesnice je zmiňována již ve 12. století. První zmínky o hradu pocházejí však z konce 14. století, kdy na vysokém skalnatém kopci byla postavena obranná věž. Svou původní funkci vykonával hrad asi dvě stě let. Původním jeho majitelem byl Niemierzy z Gołczy, kterému je připisováno budování pevnosti. Na začátku 16. století byl objekt přestavěn rodinou Firlejových na kostel. V roce 1655 byl kostel však zničen Švédy a na konci 18. století byl hrad zcela opuštěn a postupně chátral.

## Architektura
Z hradu se zachovaly pouze zbytky zdí a vodní příkop. Zřícenina je obdélníkového tvaru, 24 m dlouhá a 11 m široká. Budova byla postavena z místního vápence a v rozích byla stavba podepřena . Průměrná tloušťka stěn byla něco málo přes 2 m a průměrná výška byla přibližně 7 m. V roce 1989 zde byl proveden archeologický výzkum, který vedl k objevení základů dříve neznámých budov, vč. brány věže. Během vykopávek zde byl nalezen denár, což umožnilo datovat výstavbu věže kolem roku 1370. Byla zde vykopáno významné množství keramiky, dlaždic z kamen s figurálními a heraldickými znázorněními. V roce 2009 se jižní zeď obytné budovy hradu zhroutila. V roce 2012 byly však provedeny rekonstrukční práce a hrad byl zpřístupněn veřejnosti.

## Galerie

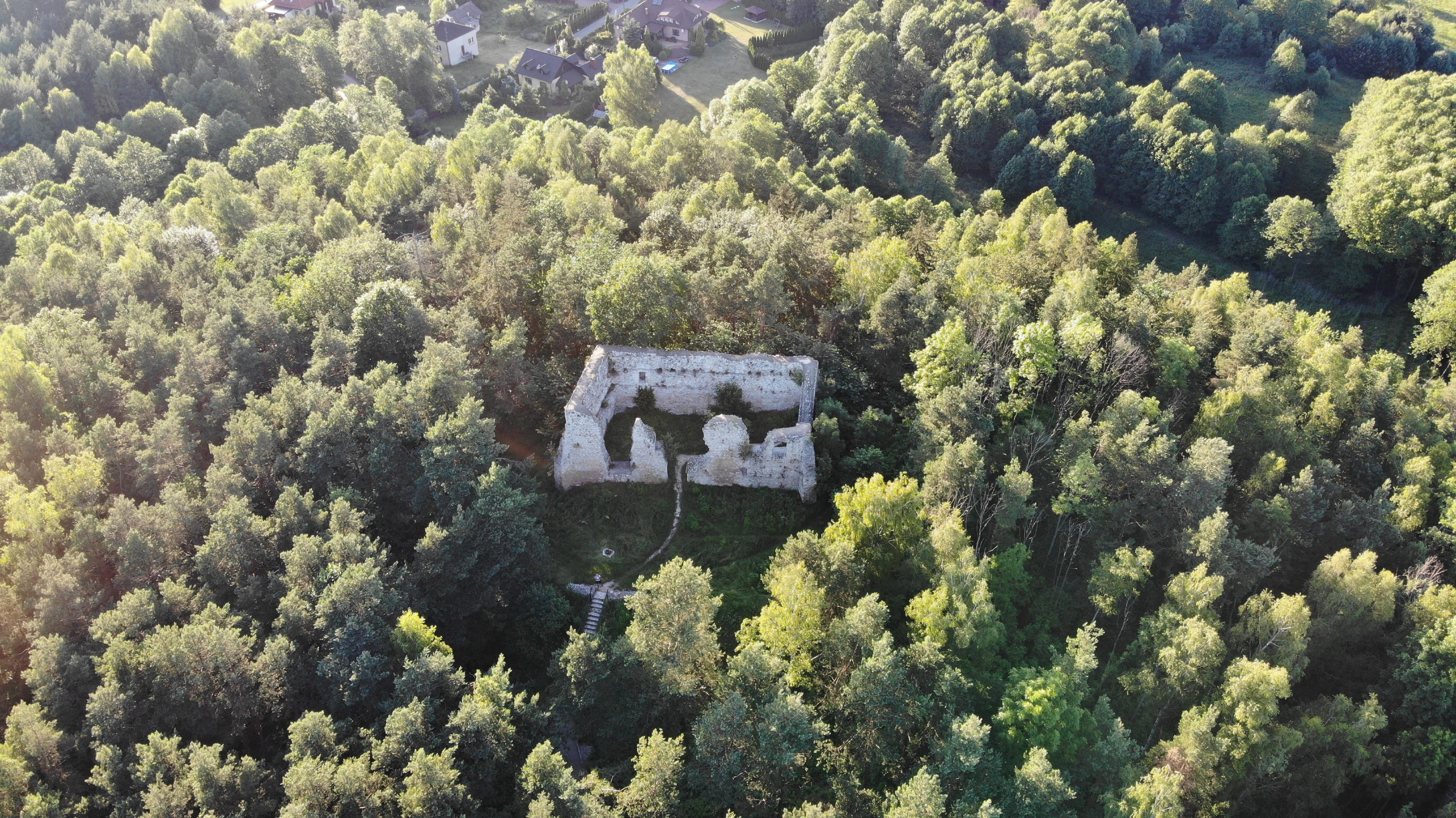
Ptačí perspektiva
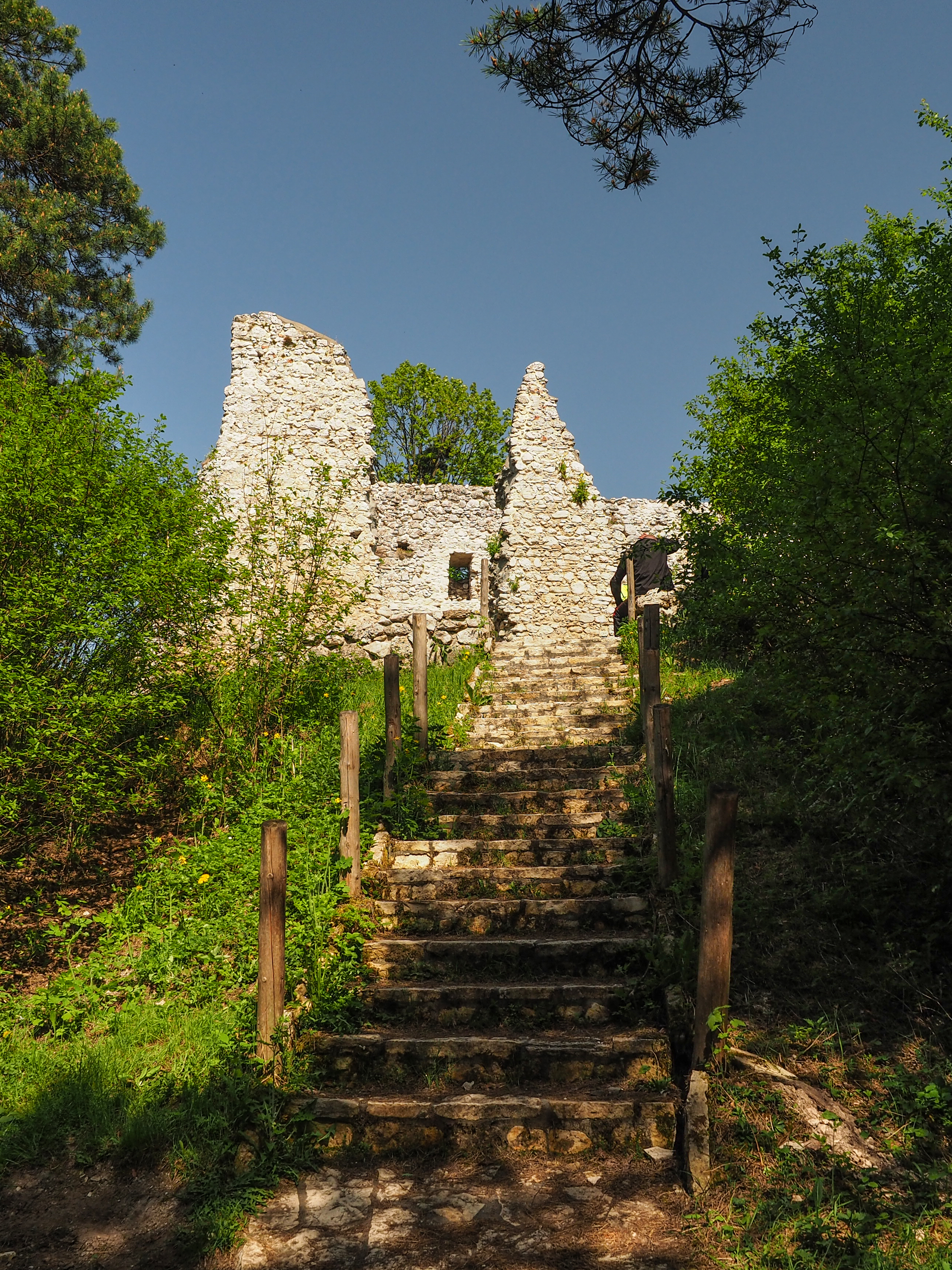
Vstup na hrad
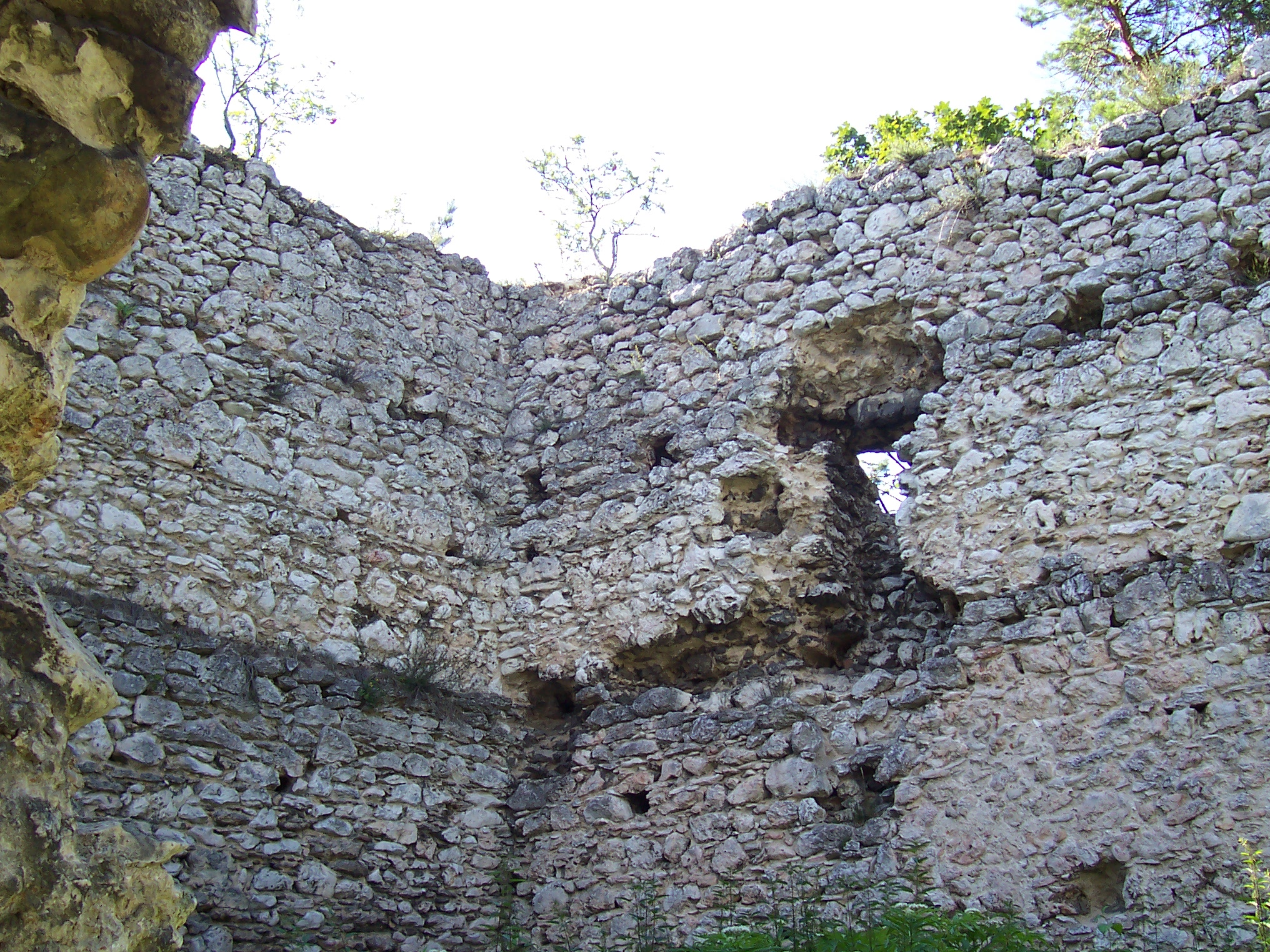
Stěny hradu I
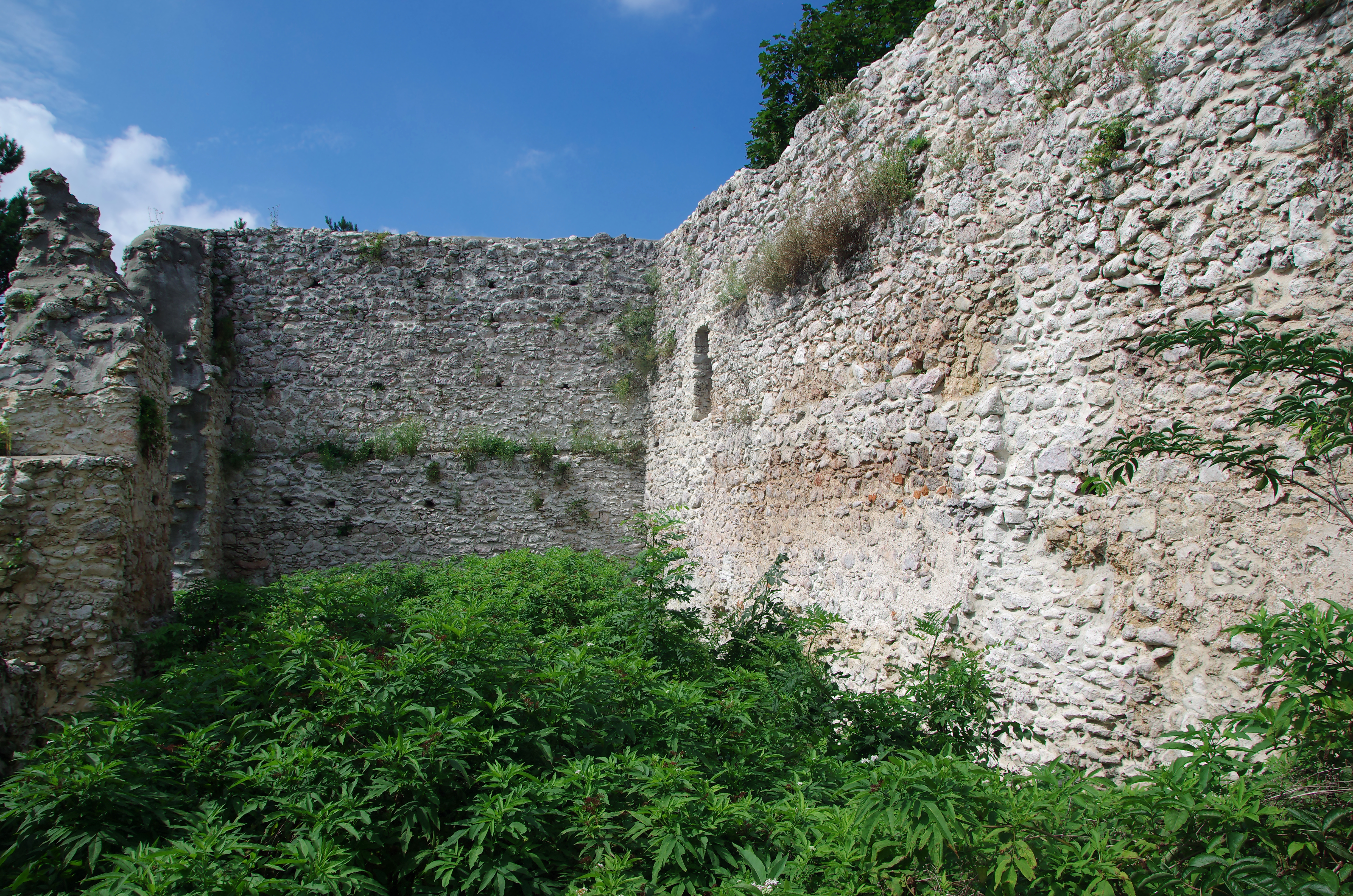
Stěny hradu II
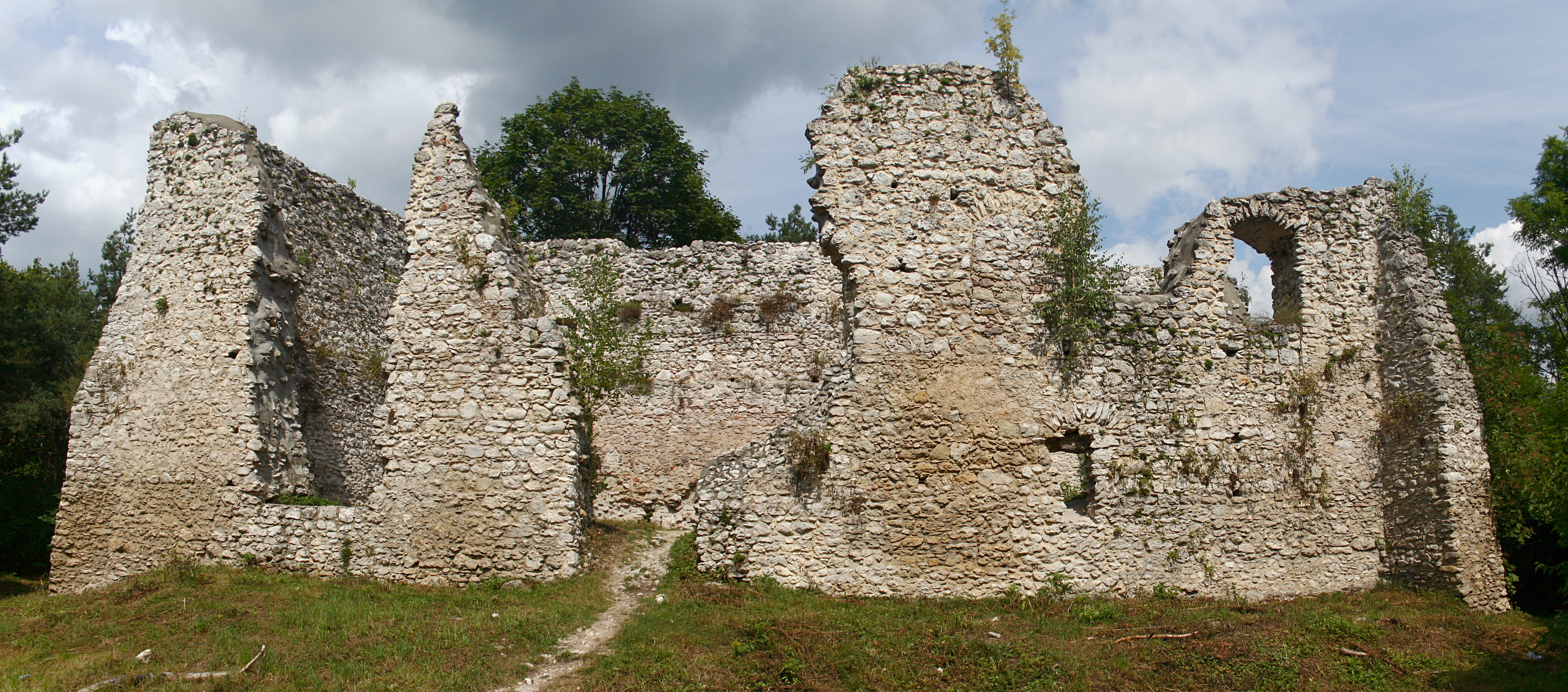
Pohled na hrad I
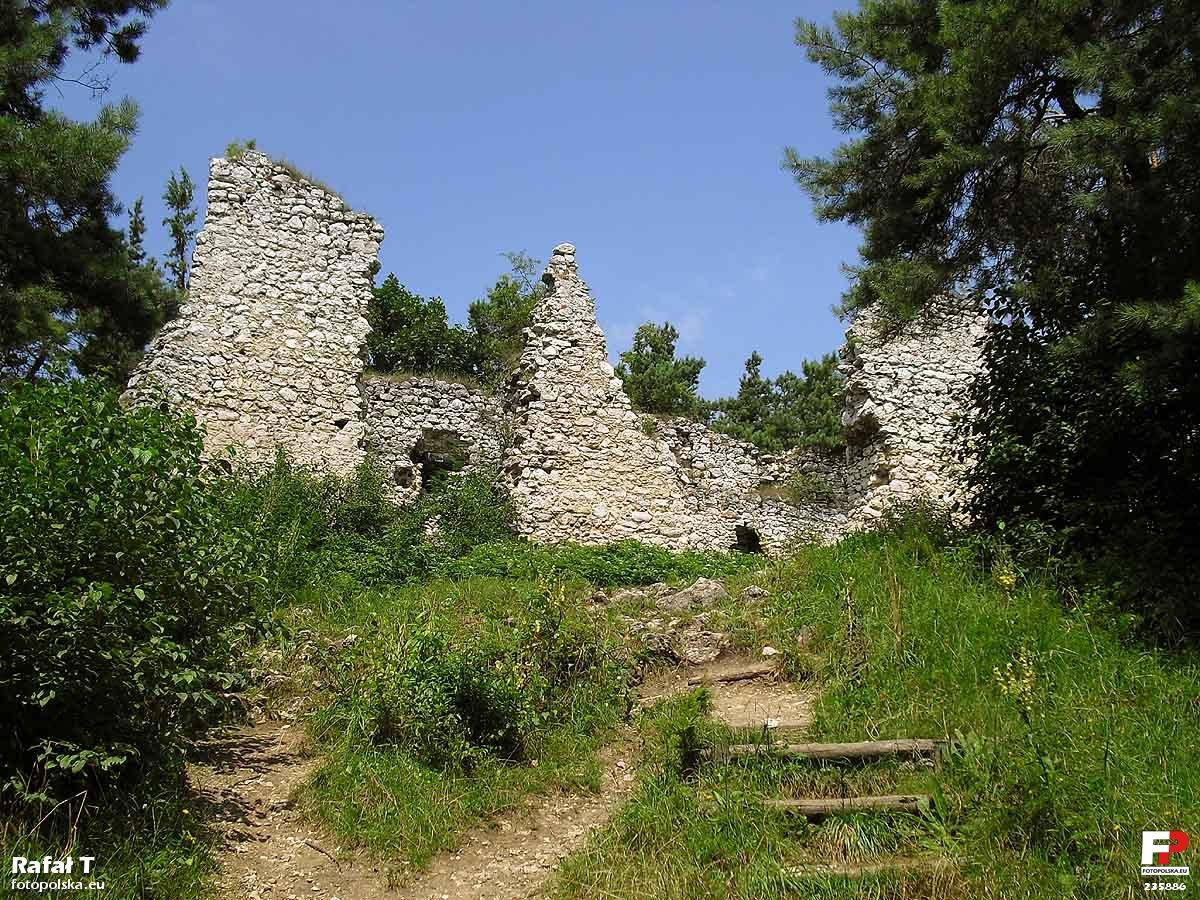
Pohled na hrad II